# 李範
李 範（り はん、? - 726年）は、唐の皇族。岐王。恵文太子。睿宗の四男。もとの名は隆範。

## 経歴
睿宗と崔孺人のあいだの子として生まれた。はじめ鄭王に封じられた。垂拱3年（687年）、衛王に改封された。長寿2年（693年）、巴陵郡王に徙封され、尚食奉御に任じられた。神龍元年（705年）、太府寺少卿に転じた。景龍2年（708年）、隴州別駕を兼ね、銀青光禄大夫の位を加えられた。景雲元年（710年）6月、睿宗が重祚すると、隆範は岐王に進封され、太常寺卿に任じられ、左羽林大将軍を兼ねた。のちに玄宗の名と連なるのを避けるため、隆範は範と改名した。先天2年（713年）、李範は玄宗に従って竇懐貞・蕭至忠らを討った。開元初年、太子少師に任じられた。太子少師のまま、絳州刺史・鄭州刺史・岐州刺史を歴任した。開元8年（720年）、太子太傅に転じた。
李範は学問を好み、書を得意とした。文章の士を愛好して、貴賤なく礼遇した。閻朝隠・劉庭琦・張諤・鄭繇らと詩を唱和し、また書画の古跡を多く蒐集した。開元14年（726年）4月丁卯、死去した。恵文太子と追贈された。橋陵に陪葬された。

## 子女
- 李瑾（河東郡王、太僕寺卿）[7][8]
- 李玠（河西郡王）[9]
- 李珍（養子、薛王李業の実子、略陽郡公、宗正寺卿、嗣岐王）[7][8]

## 伝記資料
- 『旧唐書』巻95 列伝第45
- 『新唐書』巻81 列伝第6